# Комаров, Игорь Владимирович
И́горь Влади́мирович Комаро́в (23 октября 1960, Ленинград) — советский футболист, полузащитник и нападающий. Мастер спорта СССР.
Воспитанник ФК «Светлана» (первый тренер — Евгений Данилович Литвинов) и ленинградского «Зенита». Лучший игрок, центральный нападающий и бомбардир в составе 1-й юношеской команды ФК «Светлана» в сезоне 1977 года (3-место в чемпионате Ленинграда в первой группе). Чемпион Ленинграда и обладатель кубка по хоккею с мячом среди юношеских команд за завод «Светлана».
В 1976 году в матче дубля «Зенита» против «Смены» в столкновении с Алексеем Степановым получил тяжелую травму — разрыв связок коленного сустава. Затем поступил в Политехнический институт и играл на любительском уровне за команды ЦС «Зенит». На одном из турниров Комарова признали лучшим нападающим и пригласили в юношескую сборную СССР, в составе которой на турнире перед чемпионатом мира в Японии он забил единственный гол в финальном матче. После четвёртого курса перевёлся из Политехнического института в институт имени Лесгафта. В 1980 году выступал в составе ленинградского «Динамо», где стал лучшим бомбардиром. Был замечен главным тренером «Зенита» Юрием Морозовым. В составе клуба в чемпионатах СССР в 1981—1985 годах провёл 32 матча и забил 3 мяча.
Провёл пять матчей (два мяча) в чемпионском составе «Зенита» в 1984 году, но золотой медали не получил.
На протяжении карьеры Комаров был подвержен травмам. В конце 1981 года в матче Кубка Анконы в Италии вратарь соперника врезался в него двумя ногами и вновь разорвал ему связку колена, из-за чего Комаров перенёс 8 операций и пропустил большую часть сезона-1982. После 1985 года решил закончить карьеру игрока, после чего пошёл работать в КГБ, откуда в начале перестройки уволился в звании старшего лейтенанта, затем был учредителем охранного предприятия «Торнадо».
В 1998 году, спасаясь от наёмных убийц, переехал в Бельгию. Там до 2003 года занимался бизнесом в городе Херенталсе, играл за ветеранскую команду. После возвращения в Россию Комаров возглавлял Управление безопасности предприятий газового хозяйства в «Газпроме». Позже работал в правительстве Санкт-Петербурга, где занимался системами видеонаблюдения.
С 2014 года — помощник главы администрации Всеволожского района Ленинградской области Владимира Драчёва.
Занимался дайвингом, с 14 лет занимается альпинизмом. Женат второй раз. Дочь и внук живут в Бельгии.